# Quentin Skinner
Quentin Robert Duthie Skinner (* 26. November 1940 in Oldham, Lancashire) ist ein britischer Historiker und Politikwissenschaftler, der als führender Experte für die politische Ideengeschichte der frühen Neuzeit gilt. Er lehrt seit 2008 am Queen Mary College der University of London.

## Leben
Skinner besuchte die Universität Cambridge (Gonville and Caius College), an der er heute Ehrenfellow ist. 1959 erhielt er dort ein Forschungsstipendium für Geschichte, erlangte 1962 einen B.A. und erhielt im selben Jahr eine Stellung als „Fellow“ des Christ’s College (Cambridge). Mitte der 1970er Jahre verbrachte er fünf Jahre am „Institute for Advanced Study“ in Princeton, anfänglich als Historiker, später im Fachbereich der Sozialwissenschaften, wo er Mitglied der „School of Historical Studies“ und langzeitiges Mitglied der „School of Social Science“ war. 1978 erhielt Skinner einen Lehrstuhl für Geistesgeschichte und Politische Philosophie an der Universität Cambridge, an der er bis heute unterrichtet.
Er hielt Gastvorlesungen an Universitäten in über 20 verschiedenen Ländern, unter anderem in Australien, Belgien, Kanada, China, Deutschland, Italien, Rumänien und in den Vereinigten Staaten.
Von 1996 bis 2008 war Skinner Regius Professor of Modern History an der University of Cambridge und lehrt seitdem als Barber Beaumont Professor of the Humanities am Queen Mary College in London.

## Übersicht über das Werk
Skinner gilt als einer der weltweit bedeutendsten Historiker der politischen Theorie und Ideengeschichte. Sein Hauptinteresse liegt im Bereich der transkulturellen Geschichte des frühmodernen Europa, in dem er sich auf zwei Gebieten spezialisiert hat:
1. Die Kultur der Renaissance, hier insbesondere die frühe italienische Kunst und die Entwicklung des moralischen und politischen Denkens der Humanisten.
2. Die politische Philosophie des 17. Jahrhunderts, insbesondere die Philosophie des Thomas Hobbes.

Jedoch hat Skinner auch zur zeitgenössischen politischen Philosophie beigetragen. Neben zahlreichen Artikeln über den Charakter des Staates, historischen Erklärungen und der Natur der Deutung im Allgemeinen, veröffentlichte Skinner einen Artikel über die politische Freiheit mit dem Titel „A Third Concept of Liberty“.
In seiner ersten großen Publikation Foundations of Modern Political Thought (1978) liegt das Erkenntnis leitende Interesse darin, die Ideen der republikanischen Autoren der Renaissance freizulegen. Seine Veröffentlichungen sind insbesondere vom Denken der italienischen Renaissance (Machiavelli) geprägt. In seinem späteren Werk Liberty before Liberalism (1998) liegt der Schwerpunkt auf den Ideen der englischen Republikaner der Mitte des 17. Jahrhunderts einschließlich John Milton, James Harrington und Algernon Sidney.
Viele seiner Schriften aus den 1970er und 1980er Jahren zielen auf die Entwicklungsgeschichte der modernen Vorstellung vom Staat ab.
Quentin Skinner ist Mitbegründer und eines der beiden Häupter der einflussreichen „Cambridge School“ der politischen Ideengeschichte – neben dem Historiker J. G. A. Pocock, dessen Werk The Ancient Constitution and the Feudal Law (1957) Skinner stark beeinflusste. Weitere Anregungen kamen von Peter Laslett, insbesondere seiner Ausgabe von Lockes Two Treatises of Government (1996).
Die „Cambridge School“ ist dafür bekannt, dass sie ihr Augenmerk auf die Sprachen des politischen Denkens richtet (vergleiche The languages of Political Theory in Early Modern Europe, hrsg. von Anthony Pagden, 1997). Skinner, der sich seit Jahren mit den klassischen Autoren des politischen Denkens wie Machiavelli, Thomas Morus, Jean Bodin und Thomas Hobbes und deren Inhalten auseinandersetzt, leistete seinen Beitrag für oben genanntes Werk, indem er einen Zugang zur Interpretation entwickelte, der die entstehungszeitlich geformten Sichtweisen der jeweiligen Autoren wieder freilegen soll. Für eine solche historische Kontextualisierung hält Skinner es für nötig, auch die Schriften weniger bekannter Autoren zu studieren, die bisher im Schatten der klassischen Autoren standen.
Das langjährige Interesse an den Sprechakten des politischen Schreibens erklärt auch, warum sich Skinner zu Beginn der 90er Jahre der Rolle der Rhetorik in der frühmodernen politischen Theorie zuwandte (Reasons and Rhetoric in the Philosophy of Hobbes, 1996).
In den letzten Jahren hat sich Skinner der Geschichte der Freiheit zugewandt. In seiner Veröffentlichung A Third Concept Of Liberty (2002) geht Skinner vom Ursprung der Freiheitsforschung aus, den er in Hobbes’ Leviathan verortet. Im Folgenden konzentriert sich Skinner auf Isaiah Berlins Zwei Freiheitsbegriffe (1959) (ein Konzept, das ideengeschichtlich von Jeremy Bentham vorbereitet wurde) und macht Berlins Sichtweise der „positiven“ und „negativen“ Freiheit zur Grundlage seiner Argumentation. Das dritte Konzept der Freiheit bedeutet für Skinner, „nicht vom Willen Anderer abhängig zu sein“.
Anfänglich von ihm als veraltet kritisiert, sieht Skinner in der Auseinandersetzung mit der Ideengeschichte die Chance, mittels der Vorstellung der klassischen Autoren vom politischen Leben die heutige politische Diskussion positiv beeinflussen zu können.

## Ehrungen
1981 wurde er Fellow der British Academy. 1986 wurde Skinner in die American Academy of Arts and Sciences und 1997 in die American Philosophical Society gewählt. 1989 wurde er als ordentliches Mitglied in die Academia Europaea aufgenommen. 1999 wurde er zum Ehrenmitglied der Royal Irish Academy gewählt. 2009 wurde er korrespondierendes Mitglied der Österreichischen Akademie der Wissenschaften. Er ist Mitglied der Königlich Dänischen Akademie der Wissenschaften. 2006 erhielt er den Balzan-Preis für Geschichte und Theorie des politischen Denkens, 2008 wurde er mit dem Bielefelder Wissenschaftspreis geehrt. Der Preis wurde im Gedenken an Niklas Luhmann verliehen. Die Laudatio auf Skinner hielt der Frankfurter Sozialphilosoph Axel Honneth; in der Pressemitteilung dazu heißt es: Die Jury (…) begründete ihre Entscheidung mit der grundlegenden Bedeutung von Skinners Forschungen. Skinner habe „die politische Ideengeschichte auf eine neue Grundlage gestellt“. Er gilt als weltweit herausragender Kenner und Interpret der politischen Philosophie der frühen Neuzeit von klassischen Autoren wie Macchiavelli, Bodin und insbesondere seines Landsmannes Thomas Hobbes. Mit seinem zweibändigen Werk „The Foundations of Modern Political Thought“ ist er zum Begründer der Cambridge School of Intellectual History geworden.

## Werke
- The Foundations of Modern Political Thought, Band 1: The Renaissance. Cambridge University Press, Cambridge 1979, ISBN 978-0-521-29337-2 (Inhaltsverzeichnis (PDF; 169 kB)).
- The Foundations of Modern Political Thought. Band 2: The Age of Reformation. Cambridge University Press, Cambridge 1979, ISBN 978-0-521-29435-5 (Inhaltsverzeichnis (PDF; 83 kB)).
- Machiavelli zur Einführung (= Zur Einführung. Band 250). Übersetzt von Martin Suhr. Junius, Hamburg 2008, ISBN 978-3-88506-350-6 (Originaltitel: Machiavelli. A Very Short Introduction; Inhaltsverzeichnis).
- Freiheit und Pflicht. Thomas Hobbes’ politische Theorie (= Adorno-Vorlesung. 2005). Herausgegeben vom Institut für Sozialforschung an der Johann Wolfgang Goethe-Universität. Übersetzt von Karin Wördemann. Suhrkamp, Frankfurt a. M. 2008, ISBN 978-3-518-58498-9 (Originaltitel: Hobbes and Republican Liberty; Inhaltsverzeichnis).
- Visionen des Politischen (= Suhrkamp-Taschenbuch Wissenschaft. Band 1910). Herausgegeben von Marion Heinz und Martin Ruehl. Übersetzt von Robin Celikates und Eva Engels. Suhrkamp, Frankfurt a. M. 2009, ISBN 978-3-518-29510-6 (Original: Visions of Politics. Cambridge University Press, Cambridge 2002; Inhaltsverzeichnis).
- Die drei Körper des Staates. Übersetzt von Karin Wördemann. Wallstein-Verlag, Göttingen 2012, ISBN 978-3-8353-1157-2 (Inhaltsverzeichnis).
- Liberty as Independence: The Making and Unmaking of a Political Ideal. Cambridge University Press, Cambridge 2025, ISBN 978-1-107-02773-2.